# Lípa v Číhani
Lípa v Číhani je památný strom ve vsi Číhaň, jihovýchodně od Klatov. Lípa malolistá (Tilia cordata) roste na dvoře čp. 40 ve středu vsi. Obvod jejího kmene měří 443 cm a koruna stromu dosahuje do výšky 29 m (měření 2001). Lípa je chráněna od roku 2001 pro svůj vzrůst, věk a jako krajinná dominanta.